# Cabane du chef

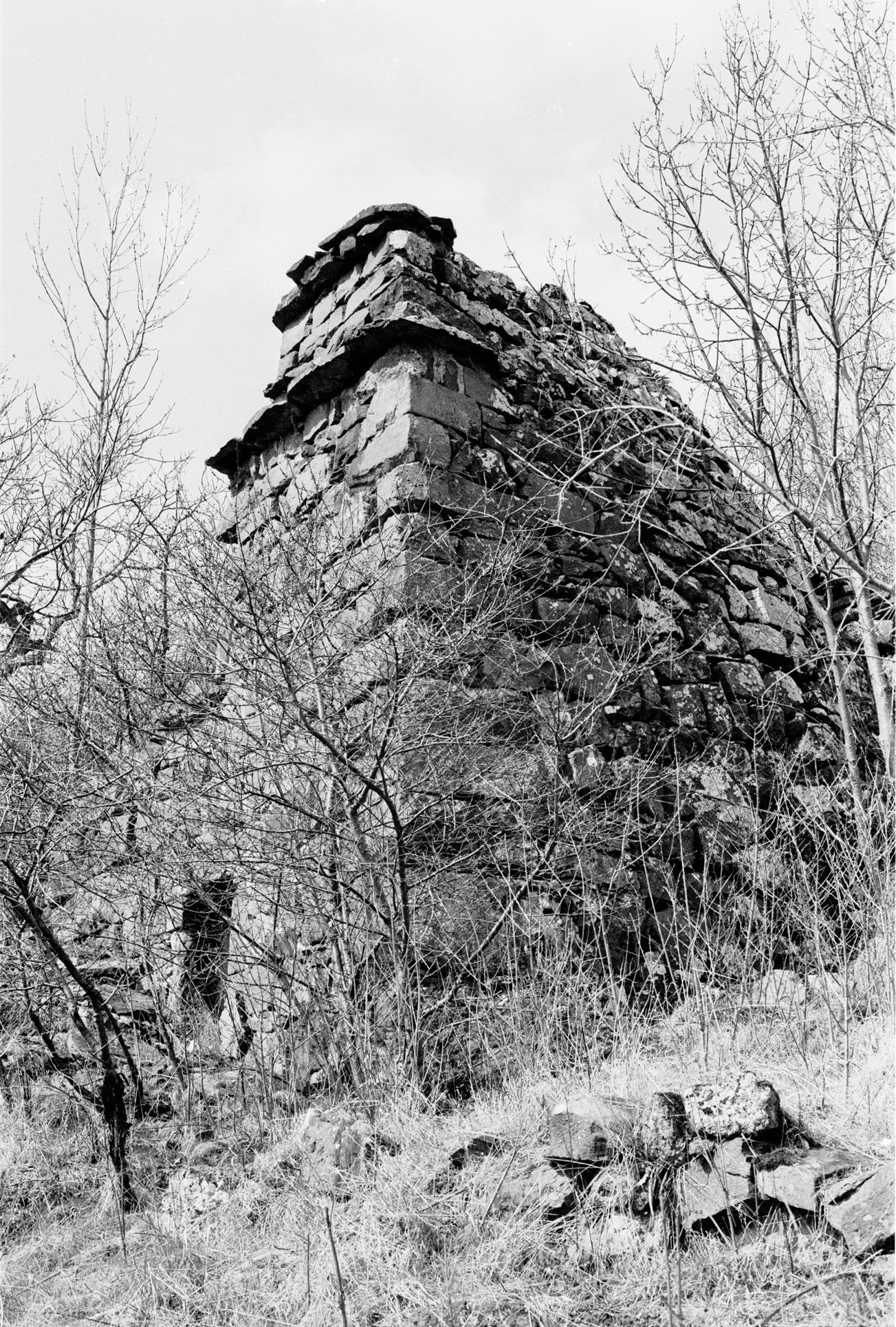
Vue de trois-quarts droite de la façade et du cône à l'arrière (1979).

La cabane du chef, ou chibotte du chef, ou encore la mairie, à Vals-près-le-Puy (Haute-Loire), est une ancienne cabane de vigne du XIXe siècle située au lieu-dit le Crousas dans le vallon du Dolaizon. 
Elle se différencie des autres cabanes de l'ancien vignoble du Puy-en-Velay par ses vastes dimensions extérieures, sa haute façade plane et son étage. 

## Dénominations

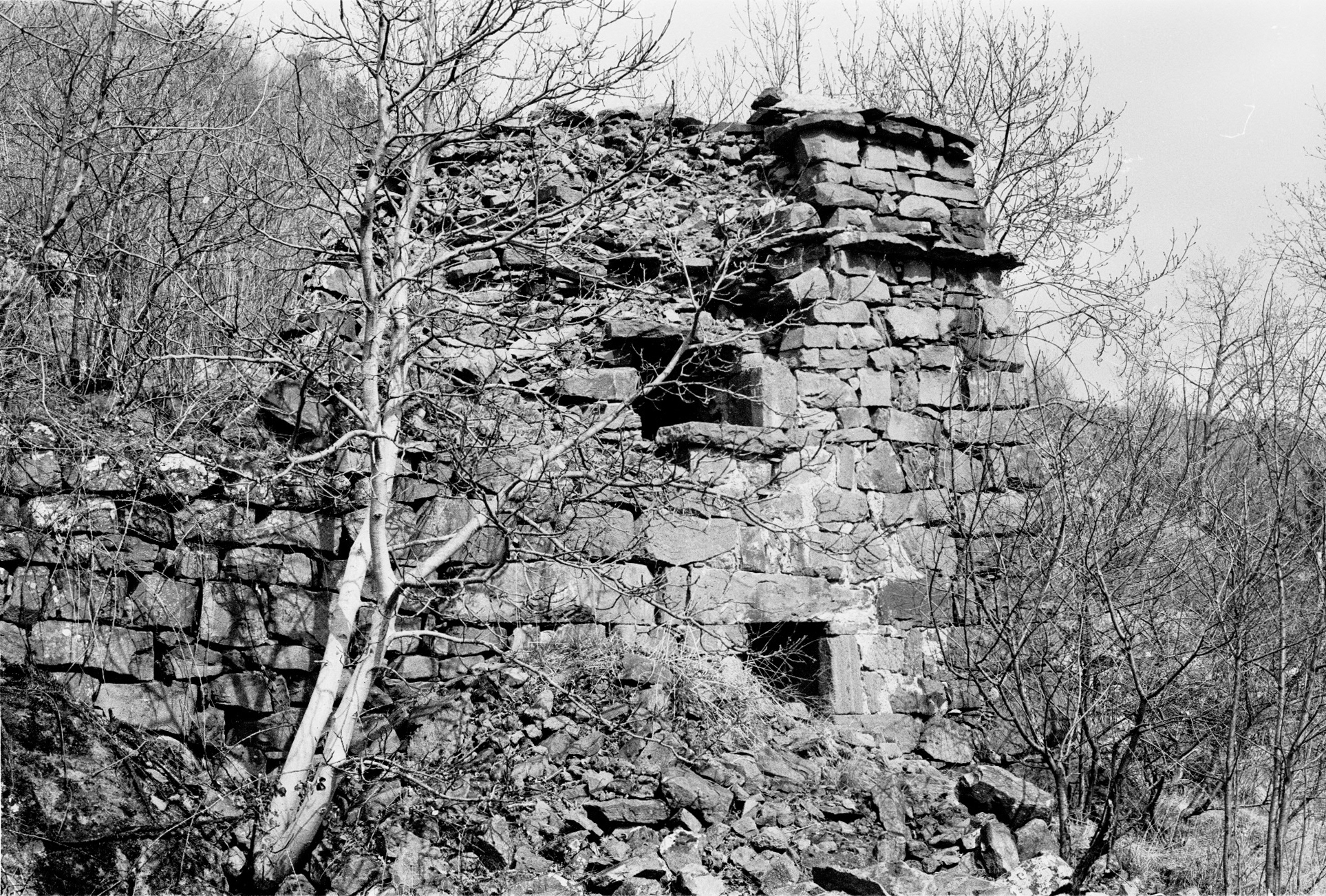
Vestiges de la façade : un cône d'éboulis barre partiellement l'entrée de la cabane (1979).

Elle est appelée localement « la cabane du chef » ou « la mairie »  par dérision. Un érudit local de la première moitié du XXe siècle ayant baptisé les anciennes cabanes du nom de « chibottes » et les ayant attribuées aux Ligures, la « cabane du chef » est devenue la « chibotte du chef ». 

## Implantation

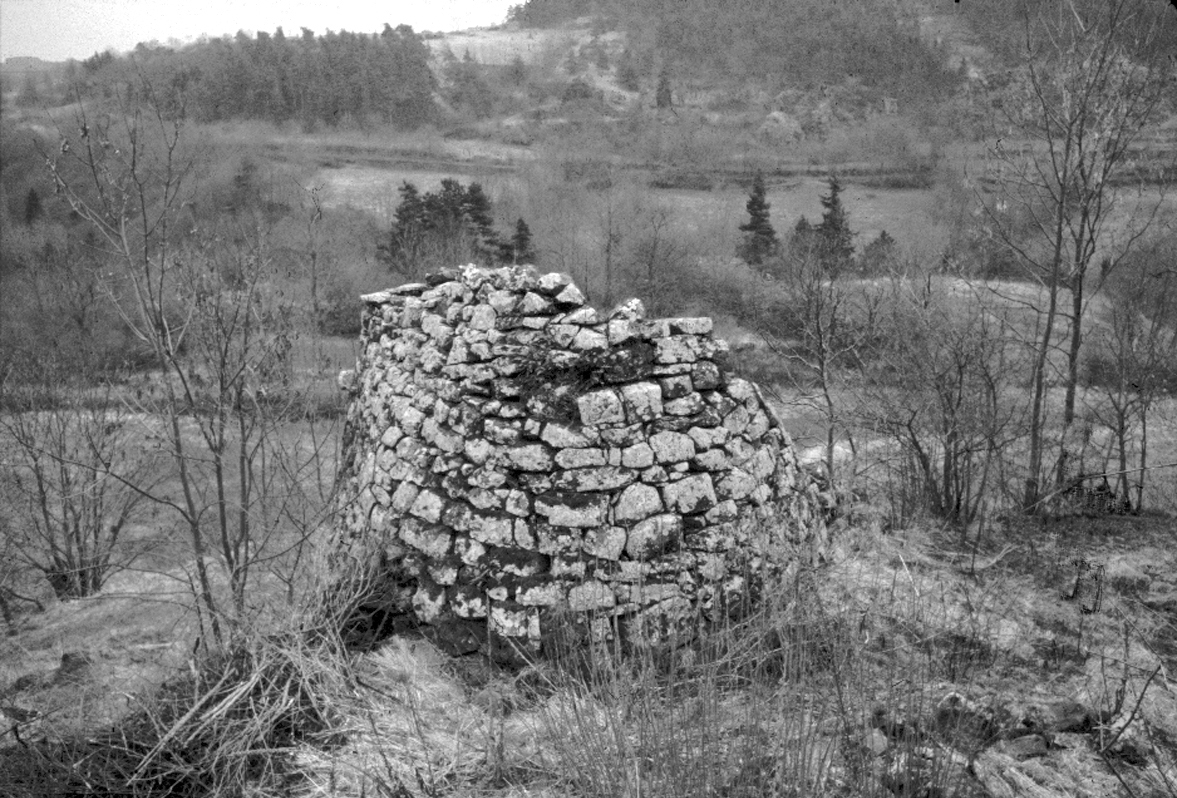
À l'arrière de la façade, vestiges du cône de pierre engoncé dans le talus (1979).

L'édifice s'enfonce à l'arrière dans le versant. Il a la forme d'une ogive, de plan elliptique, qui serait tranchée verticalement selon son petit axe, la partie en coupe faisant office de façade,.

## Façade
À la suite de dégradations causées par des enfants, le tiers supérieur gauche de la façade s'est effondré, mais les mensurations d'origine peuvent être restituées : hauteur parementée conservée : env. 6 m ; longueur de la façade : 7 m à la base, 5,10 m à 6 m de haut. 
A 4,70 m  puis à 5,80 m de hauteur, le haut de la façade est barré par deux larmiers horizontaux de grandes dalles saillantes. Les arêtes que forment la façade avec les parois latérales sont réalisées en grands blocs appareillés en besace,.

## Couvrement
Le sommet décapité de la construction permet de voir la structure du couvrement conique :
- un parement extérieur en blocs de basalte inclinés vers l'intérieur,
- une voûte de grandes dalles de basalte inclinées vers l'extérieur,
- un blocage intermédiaire de petits moellons d'arkose jaune mêlés à de la terre[4].

## Entrée

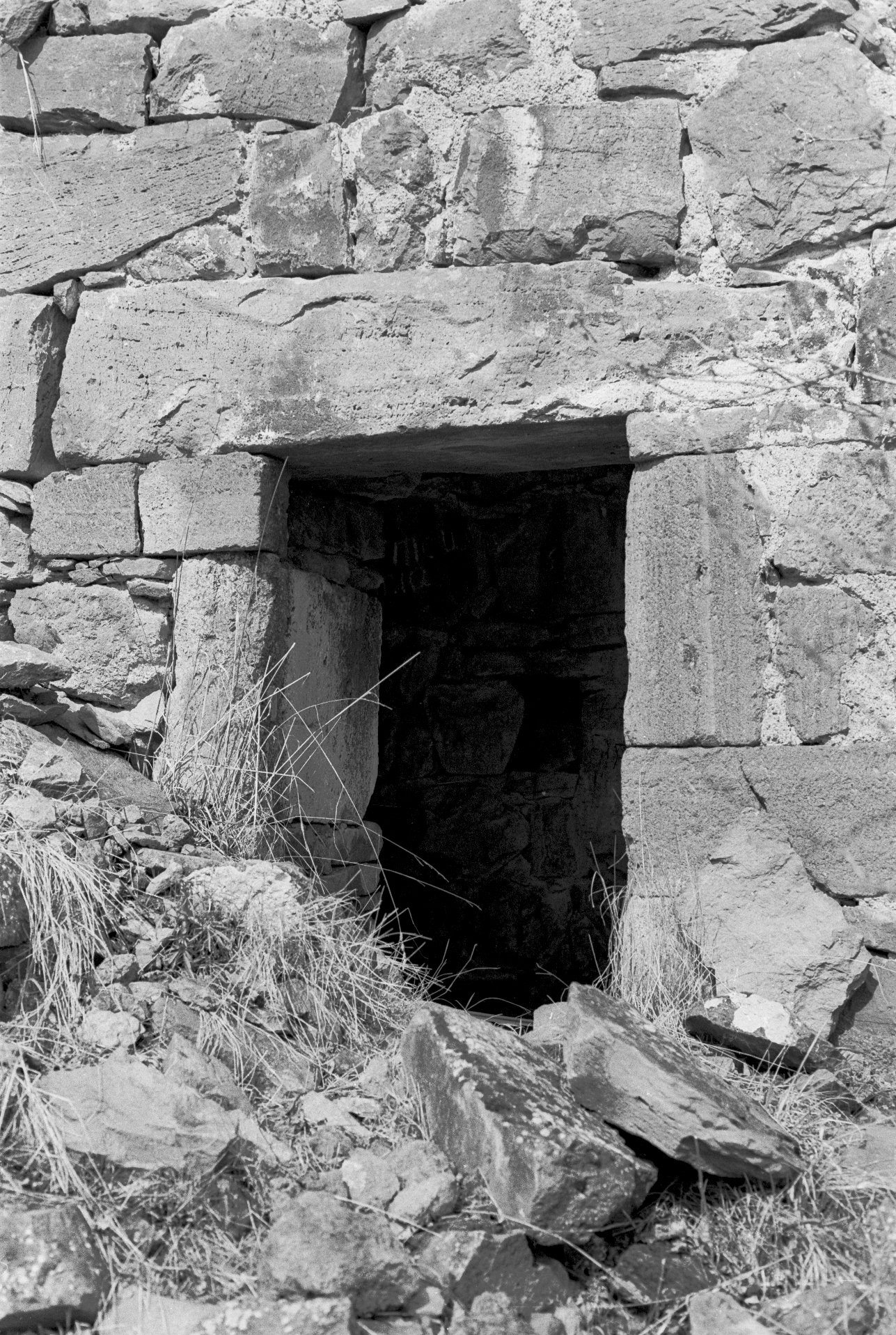
L'entrée obstruée par des éboulis (1979).

Haute de 1,80 m et large de 0,82 m, l'entrée a pour linteau une dalle de basalte et pour piédroits des blocs d'arkose parementés (boutisses posées de chant, alternant avec des carreaux horizontaux). Une feuillure atteste la présence d'une ancienne porte en bois. L'entrée s'ouvre à droite de l'axe vertical médian de la façade (en fait le piédroit de gauche matérialise l'axe médian). L'entrée regarde le sud-est.

## Intérieur
Les côtés de l'entrée s'ébrasent légèrement vers l'intérieur pour donner dans une cellule de plan subcirculaire (profondeur dans l'axe de l'entrée : 4,60 m, diamètre perpendiculaire à cet axe : 3,50 m). 
Cette pièce est couverte par une voûte d'encorbellement dont la dalle terminale culmine à 5,35 m. Les encorbellements sont réalisés en grandes dalles au parement élégi en biseau à coups de marteau. Des trous de boulins dans les parois, vers 2,20 m de haut, attestent l'ancienne présence d'un plancher de quatre poutres.

### Rez-de-chaussée
Un certain nombre d'aménagements sont visibles : 
- à gauche en entrant, un regard ou une ventilation aux parois ébrasées intérieurement ;
- à gauche du regard, une sorte de cache murale à l'étroite ouverture au carré ;
- au fond, à gauche, deux niches proches l'une de l'autre.

Du mortier de chaux, comprenant du gravier, est visible dans les joints du parement en certains endroits (bourrage ultérieur des joints ?).

### Étage
L'étage au-dessus du plancher était éclairé par un fenestron ouvert dans l'axe médian de la façade ; seuls en subsistent la pierre d'appui, en basalte, et un bloc du montant droit, en arkose. Ce fenestron était clos par un volet en bois articulé sur deux gonds fichés dans le montant droit.

## Inscription
Une inscription en latin, en lettres cursives de type scolaire (Deus meus f omnia = Deus meus fecit omnia, en français « Mon Dieu a fait toutes choses »), est peinte en blanc sur le parement d'un gros bloc de la paroi intérieure. Peut-être une allusion à Blaise Pascal et à son Deus fecit omnia in pondere, in numero, et mensura (« Dieu a fait toutes choses en poids, en nombre et en mesure ») figurant dans son ouvrage posthume, Les Pensées, publié en 1670,.

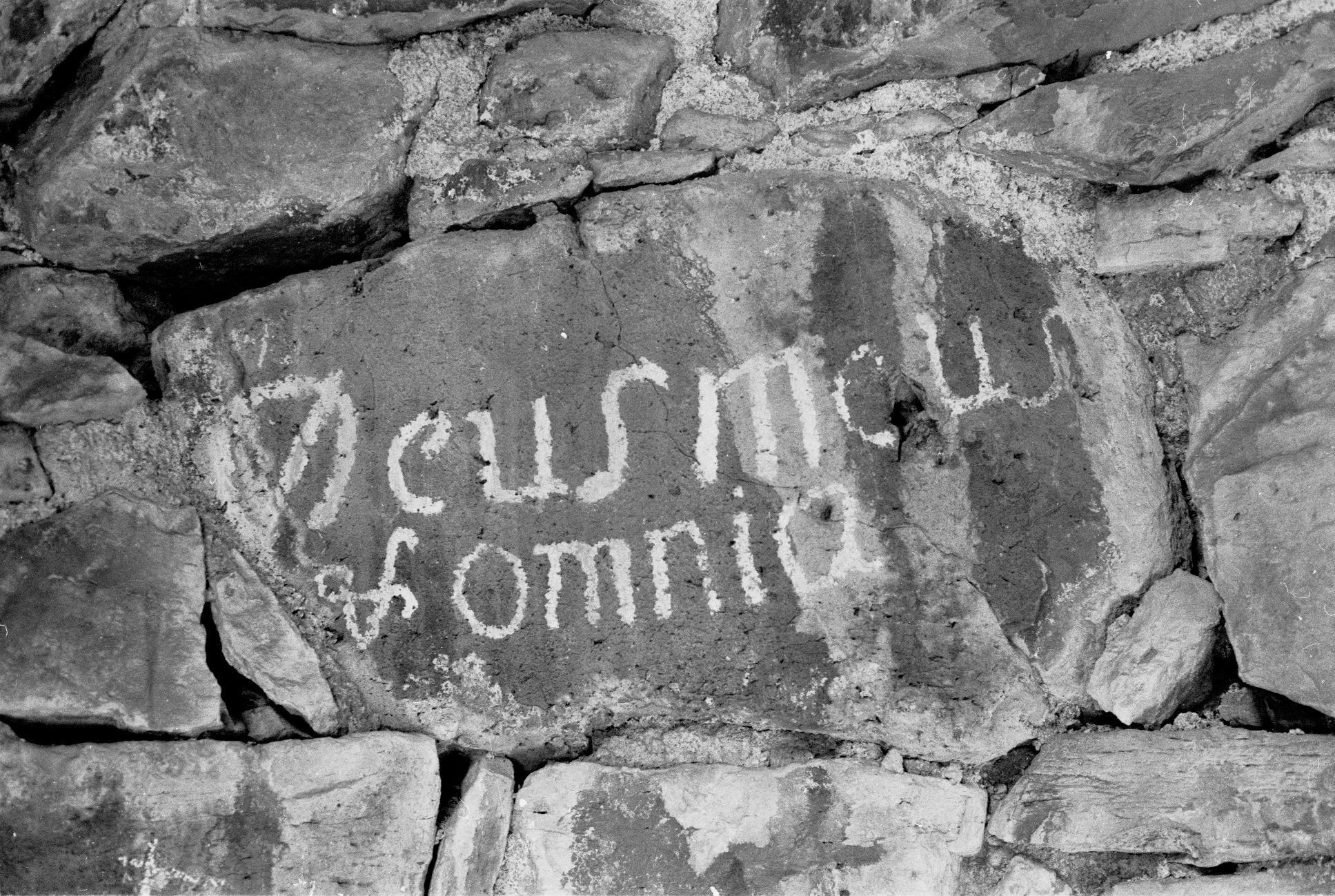
Inscription peinte en blanc sur une pierre de l'intérieur : Deus meus f(ecit) omnia.
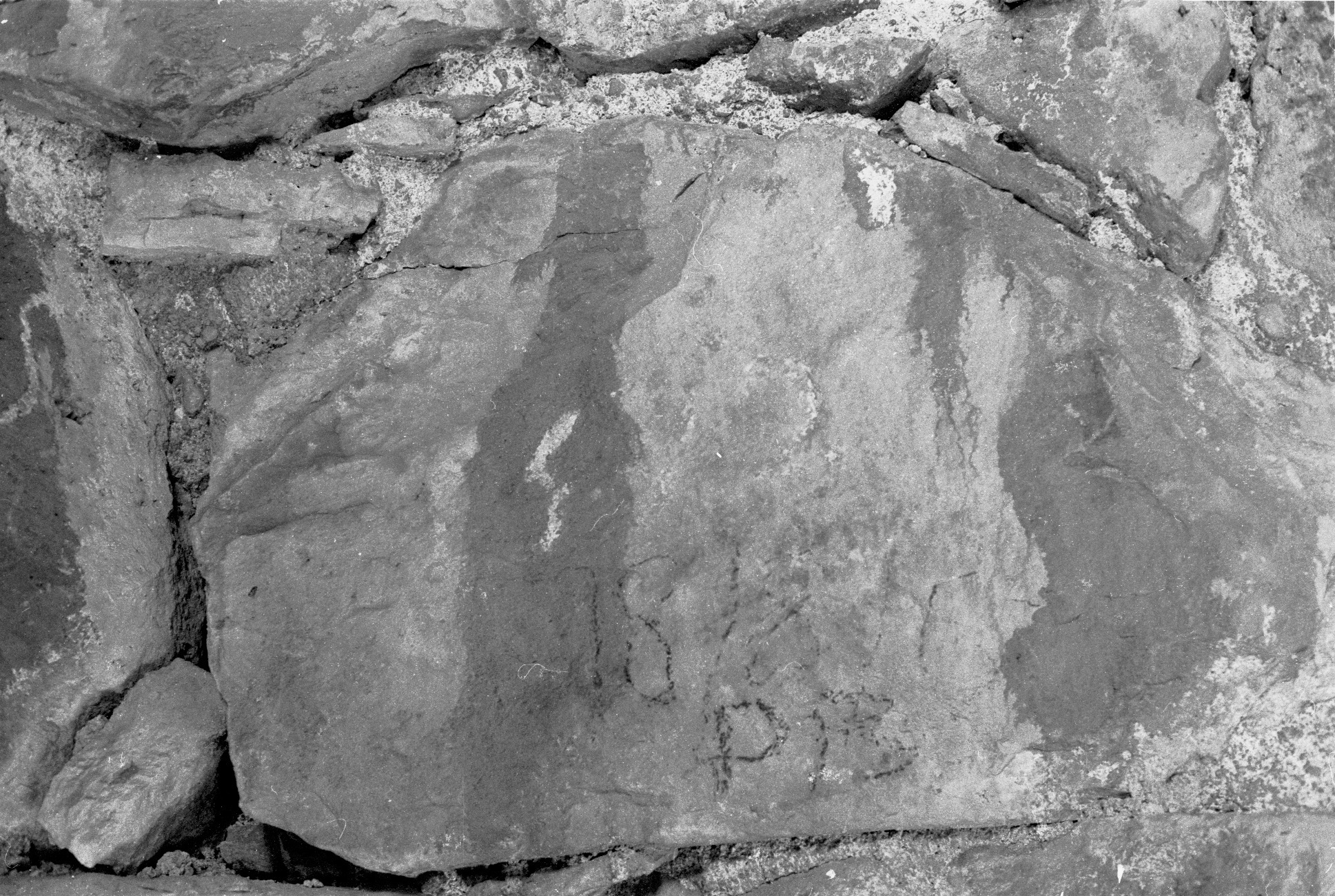
Millésime en partie effacé.

## Datation
Ce bel édifice ne paraît pas être très ancien. Les encadrements de la porte et de la lucarne, avec leurs éléments en arkose, semblent être des remplois. 
L'érudit Albert Boudon-Lashermes, dans Le Velay gallo-grec, mentionne qu’« au XVIIIe siècle (…) tout le territoire de Crousas, à Vals, appartenait au même propriétaire ». L'évidence qui s'impose, c’est que la centaine de chibottes qui s’y trouvaient fin XIXe siècle – début XXe siècle, ont été bâties à la suite du morcellement de cette vaste propriété d'Ancien Régime entre une centaine de petits propriétaires, ce qui inclut la « chibotte du chef ».

## Restauration
En 2023, débute le chantier de restauration de la cabane en prévision de son inclusion dans un circuit touristique, le « sentier des chibottes ». La partie éboulée de la façade plane est remontée (non sans l'aide d'un engin télescopique) tandis que le cône tronqué reprend forme. L'encadrement de la fenêtre de l'étage est refait avec les dalles retrouvées dans les éboulis. Le jambage abîmé de l'entrée du rez-de-chaussée est remplacé par des blocs sciés de brèche volcanique de Polignac. Les deux larmiers successifs en haut de la façade sont rétablis sur toute leur longueur. Le financement des travaux se monte à 45 400 euros, dont 40 % provenant de la Communauté d'agglomération du Puy-en-Velay (18 160 euros), 30 % du Département (13 620 euros) et 30 % de la Région (13 620 euros). Confiée aux muraillers de l'association « Pierre Sèche » de Haute-Loire, la restauration s'achève début 2024.